# Centralna Komisja Kontroli Dyscyplinarnej

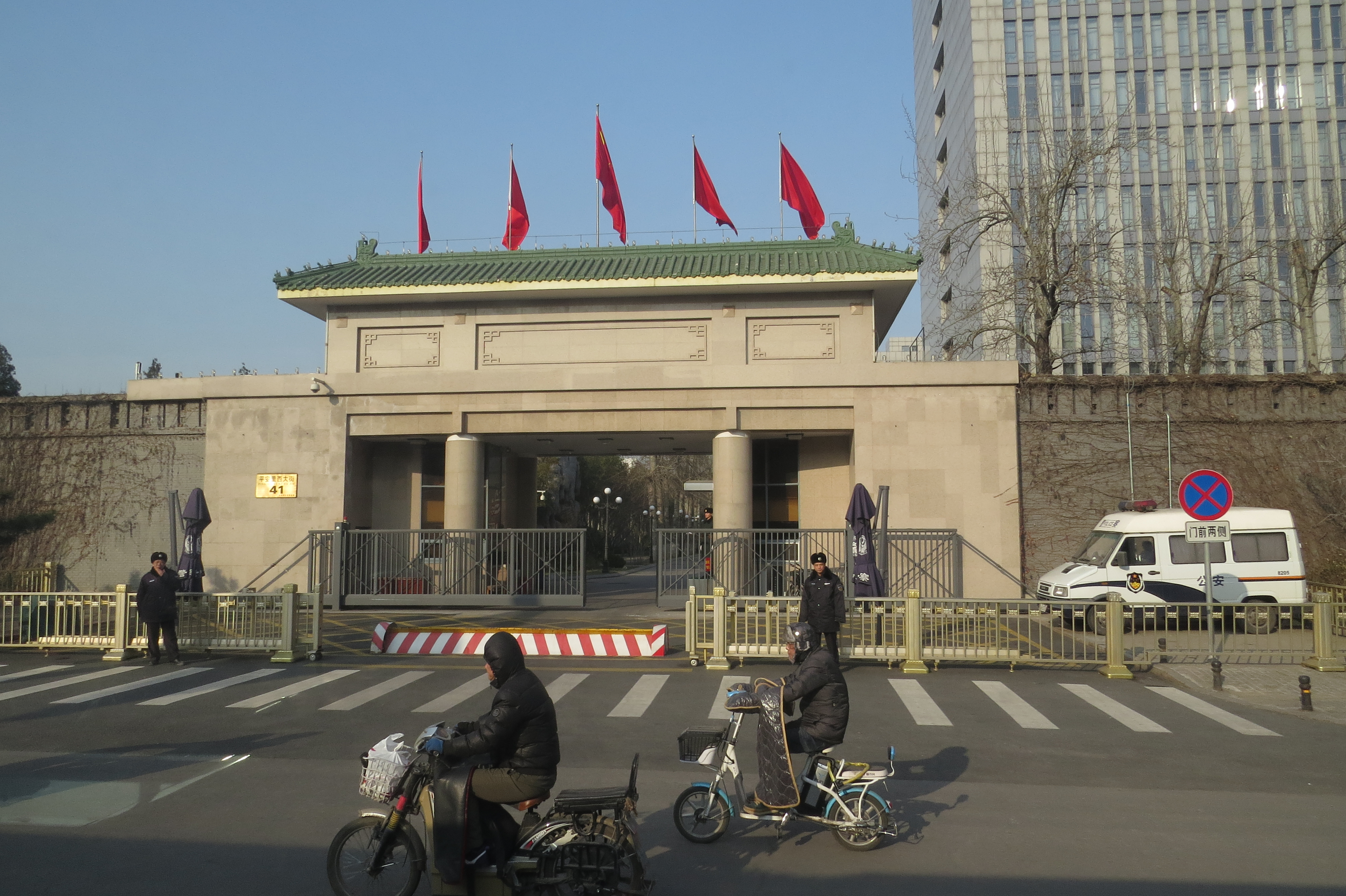
Siedziba główna CDDI

Centralna Komisja Kontroli Dyscyplinarnej (CDDI, chiń. 中国共产党中央纪律检查委员会) – najwyższy organ nadzorczy Komunistycznej Partii Chin. CCDI jest wybierany przez Krajowy Zjazd Partii. Jego zadaniem jest obrona statutu partii, egzekwowanie regulacji wewnątrzpartyjnych, koordynacja działań antykorupcyjnych oraz ochrona kluczowej pozycji Sekretarza Generalnego Komunistycznej Partii Chin Xi Jinpinga i całej partii. Oficjalnie najwyższą odpowiedzialnością CCDI jest ochrona pozycji politycznej Xi i Komitetu Centralnego. Ponieważ zdecydowana większość urzędników na wszystkich szczeblach władzy jest również członkami Komunistycznej Partii Chin, komisja ta jest w praktyce najważniejszym organem antykorupcyjnym w Chinach.
Na 16. Zjeździe Partii w 2002 roku dokonano zmian, gdzie sekretarz CCDI został głównym koordynatorem wszystkich działań antykorupcyjnych w kraju. Na kongresie zmieniono terminologię stosowaną w walce z korupcją; „walka z korupcją” stała się „walką z korupcją i jej zapobieganiem”. Za rządów Hu Jintao, sprawowanego od 16. do 17. Zjazdu Partii, nastąpił wzrost władzy i wpływów CCDI.
Sekretarzem CDDI podczas kampanii antykorupcyjnej rozpoczętej przez Xi Jinpinga w latach od 2012 do 2017 był Wang Qishan. Jego następcą był Zhao Leji (2017-2022), a po nim sekretarzem był Li Xi (od 2022).